# Daihatsu Bee
Daihatsu Bee (яп. ダイハツ・Bee) — трёхколёсная мотоколяска, производившаяся Daihatsu в 1950-е годы.
Хотя Daihatsu производила моторизованные грузовые трициклы начиная с 1930 года, и также существовал небольшой военный автомобиль (производился в 1937 году), Bee стал первым пассажирским автомобилем, выпущенным компанией для массовых продаж. Автомобиль был доступен с октября 1951 года, незадолго до того, как компания изменила свое название с Hatsudoki Seizo Co на Daihatsu. Модельным кодом Bee был PCA.
На фотографиях автомобиль изображен с двух-дверным кузовом из стекловолокна, хотя другие источники утверждают, что это был четырехдверный кузов, популярный в такси. Двигатель с воздушным охлаждением, двухцилиндровый четырехтактный, расположен сзади. Это был первый автомобиль в Японии с горизонтально-оппозитным двигателем. Базой для автомобиля стал один из трехколесных коммерческих грузовиков Daihatsu. Его продажи были очень плохи, а производство очень трудоемким, было построено около 300 единиц.